# Пиринччи (квартал на Истанбул)
„Пиринччи“ (на турски: Pirinççi) е квартал на Истанбул, разположен в градска околия Еюпсултан. Общата му площ е 26,8 км2. Според данни на Адресната система за регистриране на населението (ABPRS) към 2024 г. населението на „Пиринччи“ е 3409 жители.